# Fraj Dhouibi
Fraj Dhouibi (ar. فرج ذويبي; ur. 14 września 1991) – tunezyjski judoka. Uczestnik mistrzostw świata w 2014, 2019 i 2023. Startował w Pucharze Świata w latach 2010, 2012, 2014-2017 i 2022-2025. Srebrny medalista igrzysk afrykańskich w 2019 i 2023; brązowy w 2015 i piąty w 2011. Zdobył jedenaście medali na mistrzostwach Afryki w latach 2011 - 2025. Trzeci na igrzyskach wojskowych w 2015, igrzyskach frankofońskich w 2009. Triumfator igrzysk panarabskich w 2023 i trzeci w 2011. Wicemistrz wojskowych MŚ w 2016 i 2023, a także igrzysk śródziemnomorskich w 2018 i 2022 roku.